# Fractura de Galeazzi
La fractura de Galeazzi consiste en la fractura de la diáfisis radial con luxación del cúbito a nivel de la articulación radiocubital distal. La lesión produce una disrupción a nivel de la articulación de la muñeca

## Historia
La fractura de Galeazzi se llama así en honor al cirujano italiano Ricardo Galeazzi (1866-1962) del instituto de Rachitici en Milán. quien describió la lesión en 1934. Sin embargo, esta lesión fue por primera vez descrita en 1842 por Cooper.

## Epidemiología
La fractura de Galeazzi ocurre entre 3 a 7 % del total de fracturas de muñeca. Tienen una mayor frecuencia en hombres. La lesión está asociada a caídas con el brazo y mano en hiperextensión.